# Agrilus naomii
Agrilus naomii es una especie de insecto del género Agrilus, familia Buprestidae, orden Coleoptera.
Fue descrita científicamente por Tôyama, en 1988.